# L'alta llibertat
L'alta llibertat és el segon llibre de poemes de Clementina Arderiu publicat l'any 1920.
El 1916 Clementina Arderiu va editar Cançons i elegies, que recollia textos escrits des de 1913, i uns anys després va publicar L'alta llibertat (1916-1920) (1920) i Poemes (1936), que aplegava els dos primers llibres i un de nou, Cant i paraules.
A L'alta llibertat l'autora aprofundia en els trets fonamentals de la seva poètic que, segons el crític Josep Molas, destacava per la fidelitat tant a Josep Carner com a la forma estròfica de la cançó.
L'obra presenta la relació de la poeta amb diferents elements de la realitat des d'una perspectiva moral. En els trenta-cinc poemes (que inclouen també quatre versions de Rabindranath Tagore), l'autora va esbossant una imatge de la realitat no tant a partir dels elements en què centra la seva atenció com des del seu punt de vista valoratiu i l'actitud amb la qual hi entra en contacte. En el poemari, l'actitud que hi domina és la d'acceptar joiosament tot allò que conforma la vida, fins i tot les situacions que podrien comportar un cert patiment: davant la mort, el pas del temps, el tedi, la solitud, els imponderables o la gelosia. D'aquesta manera, la vida es planteja com un procés de creixement interior progressiu, motivat per l'esperança i les il·lusions, que a la fi dona indefectiblement els seus fruits.
El vessant religiós del creixement vital hi és molt important, atès el repetidament confessat sentiment d'emparament en Déu i una puntualment invocada exemplaritat de santa Teresa de Jesús. I l'amor, associat amb la vida conjugal, representa l'experiència que es troba en l'eix del pla vital, com a via per a arribar a la joia i força per a superar les dificultats.
Des d'una òptica tendent a la idealització i també a vegades palesament femenina, la veu poètica expressa amb contenció uns sentiments que hi són insinuats rere la serenitat. L'expressió continguda, el rigor formal i el treball racionalitzador vinculen l'obra encara amb la poètica noucentista.

En un dels versos, Clementina es defineix com una dona forta i casolana:
| «                                      | Siguem encar la dona forta, la que tot fent l'endreçament, va vigilant per si la porta cedia al pas d'estranya gent. | » |
| — Clementina Arderiu, L'alta llibertat | |   |

El Carner d'aquells anys és un dels models de l'autora, apreciable en l'expressió i la forma estròfica de la cançó, que és la que s'usa predominantment en el recull. Així i tot, les comparacions ausiasmarquianes i certa tendència al·legoritzant vinculen el llibre amb la nova proposta poètica en el context poètic coetani que foren les Estances de Carles Riba. I, d'altra banda, un estil volgudament senzill i comunicatiu, juntament amb l'intent d'objectivació de la percepció de la realitat de l'autora al marge d'obediències ideològiques apropen l'obra al postsimbolisme.
L'alta llibertat (1920), junt amb Sempre i ara (1946), són dos dels exemples més il·lustratius de la proximitat lírica d'Arderiu, combinada amb una llengua exigent, alimentada pel Noucentisme.
El manuscrit original de L'alta llibertat es conserva a l'Arxiu Nacional de Catalunya.

## Edicions
- 1920. Editorial Catalana (Barcelona).[7]
- 1936. Dins Poemes. La Mirada (Sabadell), p. 59-132.[8]
- 1952. Dins Poesies completes. Editorial Selecta (Barcelona), p. 59-118.
- 1973. Dins Obra poètica. Edicions 62 (Barcelona), p. 43-41.
- 1985. Dins Contraclaror. La Sal (Barcelona).[9]